# María Rivas (ca sĩ)
María Rivas (sinh ngày 26 tháng 1 năm 1960) là một ca sĩ nhạc jazz Latin, nhà soạn nhạc  và họa sĩ người Venezuela.

## Sự nghiệp
Sinh ra ở Venezuela, Venezuela có mẹ là người Tây Ban Nha và cha là người Venezuela, Rivas dần dần xây dựng kỹ năng giọng nói của mình như một sở thích, tiếp thu nhiều ảnh hưởng của các nhạc sĩ Venezuela và Latin đương đại. Sau đó, bà bắt đầu hát chuyên nghiệp trong các câu lạc bộ đêm địa phương bắt đầu từ năm 1983, nhưng sớm chuyển đến Aruba, trong 2 năm rưỡi, bà biểu diễn trong một chương trình nhạc jazz hàng đêm có tên Sentimental Journey Through Jazz, phần lớn chất liệu của nó; theo phong cách của Ella Fitzgerald và các diva đáng chú ý khác.
Rivas đã trở thành tiếng nói hàng đầu trong phong trào môi trường của khu vực và thông điệp âm nhạc của bà với tư cách là nhà soạn nhạc thường có âm hưởng sinh thái.
Năm 2005 Rivas trở lại Aruba để tham gia chương trình "Good Save The Queen", một sự tôn vinh cho ban nhạc rock Queen. Kể từ năm 2006, Rivas đã dành 4 tháng mỗi năm tại Tokyo, nơi bà đã nhận được sự hoan nghênh cho các buổi biểu diễn Jazz Brazil và Latin, cùng với American American Jazz, chia sẻ sân khấu mùa hè với Indigo Trio, một nhóm nhạc jazz địa phương ở Roppongi, Nhật Bản.
Rivas đã thu âm mười một album với tư cách là một nghệ sĩ solo. CD mới nhất của cô, MOTIVOS, đã được phát hành vào năm 2018  và được đề cử giải Grammy Latin cho Giải thưởng Grammy Latin thường niên lần thứ 19. bà đã biểu diễn trực tiếp tại Colombia, Brazil, Áo, Hà Lan, Ý, Thụy Sĩ, Pháp, Đức, Bồ Đào Nha, Panama, Puerto Rico, Tây Ban Nha, Anh, Cộng hòa Dominican và Hoa Kỳ.
Vào năm 2008, Rivas đã kỷ niệm 25 năm kể từ khi bắt đầu sự nghiệp lâu dài của mình, với những buổi hòa nhạc đặc biệt dành riêng cho Maestro Aldemaro Romero, người đã qua đời năm 2007 ở tuổi 79, với âm nhạc và sự sắp xếp của Romero. Vào năm 2012-2013 Rivas đang kỷ niệm 30 năm làm ca sĩ, nhà soạn nhạc và nghệ sĩ thu âm, với các buổi hòa nhạc đặc biệt được biểu diễn trên khắp Venezuela và Hoa Kỳ.

## Danh sách đĩa hát
- Primogénito (Đĩa compact đầu tiên được sản xuất tại Venezuela, 1990)
- Manduco (1992)
- Mapalé (1994)
- Muaré (1996)
- Café Negrito (1999)
- En Concierto: Maria Rivas y Aldemaro Romero (2003),
- Aquador (Nghệ sĩ độc tấu và nhà soạn nhạc, 2005)
- María Rivas: 18 Grandes Éxitos (2006)
- Nữ hoàng Pepiada (2007)
- Live lunch Break (Recorded Live, 2010)
- Motivos (2018)